# Skawce (stacja kolejowa)
Skawce – zlikwidowana stacja kolejowa w Skawcach, w województwie małopolskim, w powiecie wadowickim.